# 한국여자프로농구 2021-22
삼성생명 2021-2022 여자프로농구는 한국여자프로농구(WKBL)의 32번째 시즌이다. 2021년 10월 24일 개막하였으며, 시즌 슬로건은 'ContiNEW, WKBL'.

## 변경된 점
- 홈경기 장소가 일부 변경됐다. BNK 썸은 부산 사직실내체육관에서 홈경기를 치르며, 신종 코로나바이러스 감염증(코로나19) 백신접종센터 운영으로 인해 일시 부천실내체육관, 청주체육관 사용이 어려워짐에 따라 하나원큐는 12월 9일까지 홈 8경기를 하나원큐 청라체육관에서 치르고, KB 스타즈는 개막 후 8경기를 원정 경기로 소화한 뒤에 11월 21일 홈 개막전을 갖는다.[1]
- 정규리그 우승에 대한 시상금을 3천만원에서 5천만원으로, 준우승 상금은 1천5백만원에서 3천만원으로 인상했다. 챔피언결정전 우승은 5천만원에서 6천만원으로 인상하기로 했다. 또한 선수권익 보호와 계약사항에 대한 표준안을 명시한 선수표준계약서를 도입하기로 했다.[2]
- 비디오판독 회수가 줄어든다. 종전에는 전반 1회, 후반 2회 등 세 차례 비디오판독을 할 수 있었지만 올 시즌부터는 후반에만 2회 실시한다. 단, 첫 번째 판독에서 판정이 정정되지 않았을 경우, 두 번째 기회는 상실한다. 경고와 테크니컬 파울이 부과됐던 페이크 파울은 올 시즌 경기 중 벌하지 않고 비디오 분석 통해 사후 벌칙(벌금)을 부과한다.[3][4]
- 우리은행 위비가 2021-22 시즌을 앞두고 팀 명칭을 우리은행 우리WON으로 변경했다. 팀명 변경은 우리은행 대표 브랜드인 WON을 활용하여 디지털 브랜드를 널리 알리고 팬들과 소통하고자 하는 구단의 비전을 담았다.[5]

## 시즌 화제
- 신종 코로나바이러스 감염증(코로나19)으로 인해 26일 용인실내체육관에서 개최 예정이던 삼성생명 2021~2022 여자프로농구 올스타전이 취소되었다.[6] 올스타 팬 투표까지 마쳤지만 코로나19 여파로 2년 연속 올스타전이 취소되었다. 6년 연속 올스타 1위에 선정된 신한은행의 김단비에게는 황금열쇠(5돈)가 부상으로 지급되었다.[7]

## 감독 변화
| 사임일   | 팀                     | 이전 감독 | 사유      | 선임일   | 새 감독            | 최근 지도자 경력                        | 참고  |
| -------- | ---------------------- | --------- | --------- | -------- | ------------------ | --------------------------------------- | ----- |
| 2월 22일 | 부산 BNK 썸            | 유영주    | 자진 사임 | 3월 18일 | 박정은             | 용인 삼성생명 블루밍스 코치 (2013-2016) | [ 8 ] |
| 3월 29일 | 청주 KB 스타즈         | 안덕수    | 자진 사임 | 4월 8일  | 김완수             | 부천 하나원큐 코치 (2016-2021)          | [ 3 ] |
| 7월 26일 | 인천 신한은행 에스버드 | 정상일    | 자진 사임 | 7월 26일 | 구나단 (감독 대행) | 인천 신한은행 에스버드 코치 (2018-2021) | [ 3 ] |

## 선수 변화

### 은퇴
| 날짜     | 선수   | 소속팀                                                        | 나이 | 비고                                               | 참고 |
| -------- | ------ | ------------------------------------------------------------- | ---- | -------------------------------------------------- | ---- |
| 3월 15일 | 김보미 |                                                               | 36   | 은퇴 후 WKBL 경기운영부장으로 선임                 |      |
| 4월 22일 | 백지은 | 구리 금호생명 팰컨스 (2007-2010) 부천 하나원큐 (2013-2021)    | 35   | 은퇴 후 부천 하나원큐 코치로 선임                  |      |
| 4월 25일 | 김수연 | 청주 KB 스타즈 (2005-2019) 인천 신한은행 에스버드 (2019-2021) | 36   |                                                    |      |
|          | 황미우 |                                                               |      | 은퇴 후 인천 신한은행 에스버드 전력분석원으로 선임 |      |

### 자유계약
| 선수   | 계약일         | 새 소속팀      | 이전 소속팀    | 참고  |
| ------ | -------------- | -------------- | -------------- | ----- |
| 박지은 | 4월 30일 (3차) | 청주 KB 스타즈 | 청주 KB 스타즈 | [ 9 ] |
| 염윤아 | 4월 30일 (3차) | 청주 KB 스타즈 | 청주 KB 스타즈 | [ 9 ] |
| 최희진 | 4월 30일 (3차) | 청주 KB 스타즈 | 청주 KB 스타즈 | [ 9 ] |

### 보상선수
| 보상 선수 | 보상 지명 구단 | FA 영입 구단   | FA 영입 선수 | 참고   |
| --------- | -------------- | -------------- | ------------ | ------ |
| 엄서이    | 청주 KB 스타즈 | 부산 BNK 썸    | 강아정       | [ 10 ] |
| 현금      | 부천 하나원큐  | 청주 KB 스타즈 | 강이슬       | [ 10 ] |

### 트레이드
| 시즌 전  | 시즌 전 | 시즌 전                                    | 시즌 전 |
| -------- | --- | ------------------------------------------ | ------- |
| 5월 1일  | 부산 BNK 썸행 - 이민지 | 용인 삼성생명 블루밍스행 - 박찬양          | [ 11 ]  |
| 5월 17일 | 부천 하나원큐행 - 김이슬 - 김하나 | 인천 신한은행 에스버드행 - 강계리 - 장은혜 | [ 12 ]  |
| 5월 17일 | 3각 트레이드 | 3각 트레이드                               | [ 13 ]  |
| 5월 17일 | 부산 BNK 썸행 - 김한별 (용인 삼성생명 블루밍스) - 2021-22 WKBL 신입선수 선발회 2라운드 지명권 (용인 삼성생명 블루밍스) | 부천 하나원큐행 - 구슬 (부산 BNK 썸)       | [ 13 ]  |
| 5월 17일 | 용인 삼성생명 블루밍스행 - 강유림 (부천 하나원큐) - 2021-22 WKBL 신입선수 선발회 1라운드 지명권 (부산 BNK 썸) - 2021-22 WKBL 신입선수 선발회 1라운드 우선지명권 (부천 하나원큐) - 2022-23 WKBL 신입선수 선발회 1라운드 우선지명권 (부천 하나원큐) |                                            | [ 13 ]  |

## 정규리그
정규리그는 2021년 10월 24일 개막하여 2022년 3월 27일까지 진행되었다. 2021년 12월 21일부터 29일까지 올스타 휴식기로 인하여 리그가 잠시 중지되었다. 또 2022년 1월 28일부터 3월 10일까지는 2022년 FIBA 여자 농구 월드컵 최종예선으로 인하여 리그가 잠시 중지되었다.

### 순위표
| 순위 | 팀                     | 경기 | 승 | 패 | 승차 | 통과       |
| ---- | ---------------------- | ---- | -- | -- | ---- | ---------- |
| 1    | 청주 KB 스타즈         | 30   | 25 | 5  | —    | 플레이오프 |
| 2    | 아산 우리은행 우리WON  | 30   | 21 | 9  | 4    | 플레이오프 |
| 3    | 인천 신한은행 에스버드 | 30   | 16 | 14 | 9    | 플레이오프 |
| 4    | 부산 BNK 썸            | 30   | 12 | 18 | 13   | 플레이오프 |
| 5    | 용인 삼성생명 블루밍스 | 30   | 11 | 19 | 14   |            |
| 6    | 부천 하나원큐          | 30   | 5  | 25 | 20   |            |

## 올스타전
2021년 12월 26일 용인 삼성생명 블루밍스의 홈구장인 용인실내체육관에서 올스타전이 개최 예정이었으나, 12월 14일 개최 취소가 발표되었다. 올스타 투표는 2021년 11월 24일부터 12월 13일까지 진행되었으며 신한은행 소속 김단비가 6년 연속 올스타 팬 투표 1위를 차지하였다.

## 포스트시즌
2022년 3월 28일 정규리그 시상식 및 플레이오프 미디어데이가 개최되었다. 플레이오프는 2022년 3월 31일에 개막하여 4월 7일까지 진행되었고, 챔피언 결정전은 2022년 4월 10일에 개막하여 4월 14일까지 진행되었다.

### 대진표
|  | 플레이오프 3판 2승제 | 플레이오프 3판 2승제   | 플레이오프 3판 2승제 |                       |   | 챔피언 결정전 5판 3승제 | 챔피언 결정전 5판 3승제 | 챔피언 결정전 5판 3승제 |  |
|  |                      |                        |                      |                       |   |                         |                         |                         |  |
|  | 1                    | 청주 KB스타즈          | 2                    |                       |   |                         |                         |                         |  |
|  | 1                    | 청주 KB스타즈          | 2                    |                       |   |                         |                         |                         |  |
|  | 4                    | 부산 BNK 썸            | 0                    |                       |   |                         |                         |                         |  |
|  | 4                    | 부산 BNK 썸            | 0                    |                       | 1 | 청주 KB스타즈           | 3                       |                         |  |
|  |                      |                        |                      |                       | 1 | 청주 KB스타즈           | 3                       |                         |  |
|  |                      |                        | 2                    | 아산 우리은행 우리WON | 0 |                         |                         |                         |  |
|  | 2                    | 아산 우리은행 우리WON  | 2                    | 아산 우리은행 우리WON | 0 | 2                       |                         |                         |  |
|  | 2                    | 아산 우리은행 우리WON  |                      |                       |   |                         |                         |                         |  |
|  | 3                    | 인천 신한은행 에스버드 | 0                    |                       |   |                         |                         |                         |  |

### 플레이오프

#### (1) 청주 KB스타즈 vs. (4) 부산 BNK 썸
| 2022년 3월 31일 19:00 |

| 기록 |

| 청주 KB 스타즈 83, 부산 BNK 썸 72                 |  |  |  |                                                |
| 쿼터 별 점수: 18-20, 23-15, 23-13, 19-24          |  |  |  |                                                |
| 득점: 박지수 29 리바운드: 박지수 8 도움: 허예은 7 |  |  |  | 득점: 진안 26 리바운드: 진안 8 도움: 안혜지 11 |
| 1-0 KB 스타즈 우위                                |  |  |  |                                                |

| 2022년 4월 2일 18:00 |

| 기록 |

| 부산 BNK 썸 75, 청주 KB 스타즈 81 (OT)                                |  |  |  |                                                    |
| 쿼터 별 점수: 11-13, 19-18, 19-19, 19-18, 연장: 7-13                  |  |  |  |                                                    |
| 득점: 김진영, 진안 22 리바운드: 김진영, 김한별, 진안 8 도움: 김한별 9 |  |  |  | 득점: 강이슬 23 리바운드: 박지수 12 도움: 허예은 6 |
| 2-0 KB 스타즈 시리즈 승리                                             |  |  |  |                                                    |

#### (2) 아산 우리은행 우리WON vs. (3) 인천 신한은행 에스버드
| 2022년 4월 5일 19:00 |

| 기록 |

| 아산 우리은행 우리WON 90, 인천 신한은행 에스버드 65 |  |  |  |                                                                   |
| 쿼터 별 점수: 24-16, 20-21, 23-12, 23-16            |  |  |  |                                                                   |
| 득점: 박지현 23 리바운드: 홍보람 7 도움: 박지현 8   |  |  |  | 득점: 김아름 13 리바운드: 곽주영, 유승희 7 도움: 유승희, 이혜미 4 |
| 1-0 우리은행 우위                                   |  |  |  |                                                                   |

| 2022년 4월 7일 19:00 |

| 기록 |

| 인천 신한은행 에스버드 60, 아산 우리은행 우리WON 66        |  |  |  |                                                     |
| 쿼터 별 점수: 21-19, 12-17, 18-19, 9-11                    |  |  |  |                                                     |
| 득점: 김단비 14 리바운드: 곽주영 10 도움: 김단비, 유승희 3 |  |  |  | 득점: 박혜진 19 리바운드: 박혜진 6 도움: 김소니아 3 |
| 2-0 우리은행 시리즈 승리                                   |  |  |  |                                                     |

### 챔피언결정전

#### (1) 청주 KB 스타즈 vs. (2) 아산 우리은행 우리WON
| 2022년 4월 10일 13:37 |

| 기록 |

| 청주 KB 스타즈 78, 아산 우리은행 우리WON 58                |  |  |  |                                                   |
| 쿼터 별 점수: 22-19, 20-14, 27-12, 9-13                    |  |  |  |                                                   |
| 득점: 강이슬, 김민정 14 리바운드: 박지수 18 도움: 박지수 8 |  |  |  | 득점: 박지현 18 리바운드: 박지현 9 도움: 박지현 5 |
| 1-0 KB 스타즈 우위                                         |  |  |  |                                                   |

| 2022년 4월 12일 19:00 |

| 기록 |

| 청주 KB 스타즈 80, 아산 우리은행 우리WON 73        |  |  |  |                                                       |
| 쿼터 별 점수: 26:23, 23:16, 13:20, 18:14           |  |  |  |                                                       |
| 득점: 박지수 23 리바운드: 박지수 12 도움: 박지수 5 |  |  |  | 득점: 박혜진 22 리바운드: 박혜진 11 도움: 김소니아 11 |
| 2-0 KB 스타즈 우위                                 |  |  |  |                                                       |

| 2022년 4월 14일 19:00 |

| 기록 |

| 아산 우리은행 우리WON 60, 청주 KB 스타즈 78                          |  |  |  |                                                    |
| 쿼터 별 점수: 20:21, 16:21, 8:20, 16:16                              |  |  |  |                                                    |
| 득점: 김소니아 23 리바운드: 박지현, 김소니아 8 도움: 박혜진 5        |  |  |  | 득점: 강이슬 32 리바운드: 박지수 21 도움: 허예은 7 |
| 3-0 KB 스타즈 시리즈 승리 챔피언 결정전 MVP: 박지수 (청주 KB 스타즈) |  |  |  |                                                    |

## 수상

### 정규리그 시상
정규리그 시상식은 플레이오프 미디이데이와 같은 날 개최되며, 통계에 의한 부문과 기자단 투표에 의한 투표에 의한 부문으로 나뉘어 시상이 진행된다.

#### 통계에 의한 부문
| 부문                | 선수   | 팀                     | 기록    |
| ------------------- | ------ | ---------------------- | ------- |
| 득점상              | 박지수 | 청주 KB 스타즈         | 21.19점 |
| 3점 득점상          | 강이슬 | 청주 KB 스타즈         | 90개    |
| 3점 야투상          | 강이슬 | 청주 KB 스타즈         | 42.86%  |
| 2점 야투상          | 박지수 | 청주 KB 스타즈         | 59.83%  |
| 자유투상            | 박혜진 | 아산 우리은행 우리WON  | 90.38%  |
| 리바운드상          | 박지수 | 청주 KB 스타즈         | 14.38개 |
| 어시스트상          | 안혜지 | 부산 BNK 썸            | 6.27개  |
| 스틸상              | 한채진 | 인천 신한은행 에스버드 | 1.6개   |
| 블록상              | 김단비 | 인천 신한은행 에스버드 | 1.79개  |
| 윤덕주상 최고공헌도 | 박지수 | 청주 KB 스타즈         | 1139.45 |

#### 투표에 의한 부문
| 상             | 수상자                          |
| -------------- | ------------------------------- |
| 최우수선수상   | 박지수 (청주 KB 스타즈)         |
| 신인선수상     | 이해란 (용인 삼성생명 블루밍스) |
| 우수수비선수상 | 박지수 (청주 KB 스타즈)         |
| 식스우먼상     | 이경은 (인천 신한은행 에스버드) |
| 모범선수상     | 신지현 (부천 하나원큐)          |
| 지도상         | 김완수 (청주 KB 스타즈)         |
| 기량발전상     | 이소희 (부산 BNK 썸)            |
| 최우수심판상   | 류상호                          |

- WKBL 베스트 5:
  - G 박혜진, 아산 우리은행 우리WON
  - G 신지현, 부천 하나원큐
  - F 김단비, 인천 신한은행 에스버드
  - F 강이슬, 청주 KB 스타즈
  - C 박지수, 청주 KB 스타즈

### 라운드별 수상
라운드별 MVP와 MIP는 기자단 투표에 의해 시상이 진행된다.
| 라운드  | MVP                             | MIP                             | 참고   |
| ------- | ------------------------------- | ------------------------------- | ------ |
| 1라운드 | 박지수 (청주 KB 스타즈)         | 허예은 (청주 KB 스타즈)         | [ 16 ] |
| 2라운드 | 김단비 (인천 신한은행 에스버드) | 강유림 (용인 삼성생명 블루밍스) | [ 17 ] |
| 3라운드 | 박지수 (청주 KB 스타즈)         | 이소희 (부산 BNK 썸)            | [ 18 ] |
| 4라운드 | 박지수 (청주 KB 스타즈)         | 정예림 (부천 하나원큐)          | [ 19 ] |
| 5라운드 | 박혜진 (아산 우리은행 위비)     | 김지영 (부천 하나원큐)          | [ 20 ] |
| 6라운드 | 진안 (부산 BNK 썸)              | 이주연 (용인 삼성생명 블루밍스) | [ 21 ] |

## 비고
1. ↑  일부 경기
2. ↑  부산 BNK 썸의 주말 홈 경기
3. ↑  강이슬의 2021-22 시즌 연봉인 3억 원의 300%인 9억 원